# カイル・ハドリン
カイル・ファレン・ハドリン（Kyle Farren Hudlin, 2000年6月15日 - ）は、イングランド・バーミンガム出身のサッカー選手。ニューポート・カウンティAFC所属。ポジションはFW。身長は206センチメートル（6フィート9インチ）で、世界で最も背の高いサッカー選手の一人として知られている。

## 経歴
9部以下にあたるミッドランドフットボールリーグのキャッスル・ヴェイル・タウンFCでサッカーを始め、いくつかのクラブを経て、2020年10月にナショナルリーグ（5部）のソーリハル・ムーアズFCに加入した。
2022年7月にはEFLチャンピオンシップ（2部）のハダースフィールド・タウンFCに移籍した。その後は下位リーグに所属するAFCウィンブルドンやバートン・アルビオンFC、ニューポート・カウンティAFCへのレンタル移籍が続いている。